# Контактное число
Контактное число (иногда число Ньютона, в химии соответствует координационному числу) — максимальное количество n-мерных шаров единичного радиуса, которые могут одновременно касаться одного такого же шара в n-мерном евклидовом пространстве (предполагается, что шары не проникают друг в друга, то есть объём пересечения любых двух шаров равен нулю).
Следует отличать контактное число от контактного числа на решётке — аналогичного параметра для плотнейшей регулярной упаковки шаров. Вычисление контактного числа в общем случае до сих пор является нерешённой математической задачей.

## История
В одномерном случае не более двух отрезков единичной длины могут касаться такого же отрезка:
В двумерном случае можно интерпретировать задачу как нахождение максимального числа монет, касающихся центральной. Из рисунка видно, что разместить можно до 6 монет:
Это значит, что {\displaystyle N(2)\geqslant 6}. С другой стороны, каждая касающаяся окружность отсекает на центральной окружности дугу в 60°, и эти дуги не пересекаются, значит {\displaystyle N(2)\leqslant 360/60=6}. Видно, что в данном случае оценки сверху и снизу совпали и {\displaystyle N(2)=6}.

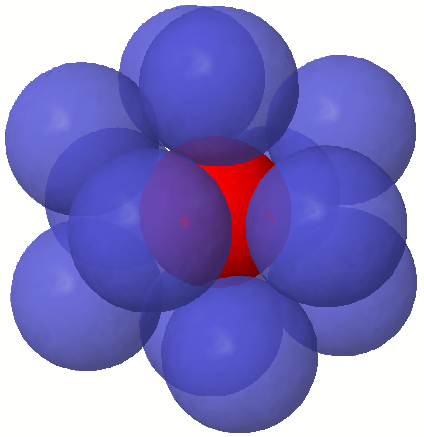
Пример расположения 12 шаров

В трёхмерном случае речь идет о шарах. Здесь также легко построить пример с 12 шарами, касающимися центрального — они расположены в вершинах икосаэдра — поэтому {\displaystyle N(3)\geqslant 12}. Данная нижняя оценка была известна ещё Ньютону.
Это расположение неплотное, между шарами будут довольно заметные зазоры. Оценка сверху стала причиной известного спора между Ньютоном и Д. Грегори в 1694 году. Ньютон утверждал, что {\displaystyle N(3)=12}, а Грегори возражал, что может быть можно расположить и 13 шаров. Он провёл вычисления и выяснил, что площадь центрального шара более чем в 14 раз больше площади проекции каждого из касающихся шаров, так что {\displaystyle N(3)\leqslant 14}. Если позволить менять радиусы шаров на 2 %, то оказывается возможным прислонить до 14 шаров.
Лишь в 1953 году в статье Шютте и ван дер Вардена была окончательно установлена правота Ньютона, несмотря на отсутствие у того строгого доказательства.
В четырёхмерном случае представить себе шары достаточно сложно. Размещение 24 четырёхмерных сфер вокруг центральной было известно давно, оно столь же регулярное, как и в двумерном случае, и решает одновременно и задачу о контактном числе на решётке. Это то же размещение, что у целых единичных кватернионов.
В явном виде это расположение было указано в 1900 году Госсетом. Ещё раньше оно было найдено (в эквивалентной задаче) в 1872 году российскими математиками Коркиным и Золотарёвым. Это расположение дало оценку снизу {\displaystyle N(4)\geqslant 24}.
Попытки оценить это число сверху привели к развитию тонких методов теории функций, но не давали точного результата. Сначала удалось доказать, что {\displaystyle N(4)\leqslant 26}, потом удалось снизить верхнюю границу до {\displaystyle N(4)\leqslant 25}. И наконец в 2003 году российскому математику Олегу Мусину удалось доказать, что {\displaystyle N(4)=24}.
В размерностях 8 и 24 точная оценка была получена в 1970-е годы. Доказательство основано на равенстве контактного числа и контактного числа на решётке в этих размерностях: решётки E8 (для размерности 8) и решётки Лича (для размерности 24).
В 2025 году ИИ AlphaEvolve от компании Google DeepMind улучшил нижнюю границу контактного числа в 11-мерном пространстве с 592 до 593.

## Известные значения и оценки

Известные оценки контактных чисел в n-мерном пространстве.

В настоящее время точные значения контактных чисел известны только для {\displaystyle n\leq 4}, а также для {\displaystyle n=8} и {\displaystyle n=24}. Для других размерностей известны только верхние и нижние оценки, но не точные значения.
| Размерность | Нижняя граница | Верхняя граница |
| ----------- | -------------- | --------------- |
| 1           | 2              | 2               |
| 2           | 6              | 6               |
| 3           | 12             | 12              |
| 4           | 24             | 24              |
| 5           | 40             | 44              |
| 6           | 72             | 78              |
| 7           | 126            | 134             |
| 8           | 240            | 240             |
| 9           | 306            | 364             |
| 10          | 510            | 554             |
| 11          | 593            | 870             |
| 12          | 840            | 1 357           |
| 13          | 1 154          | 2 069           |
| 14          | 1 932          | 3 183           |
| 15          | 2 564          | 4 866           |
| 16          | 4 320          | 7 355           |
| 17          | 5 346          | 11 072          |
| 18          | 7 398          | 16 572          |
| 19          | 10 688         | 24 812          |
| 20          | 17 400         | 36 764          |
| 21          | 27 720         | 54 584          |
| 22          | 49 896         | 82 340          |
| 23          | 93 150         | 124 416         |
| 24          | 196 560        | 196 560         |

## Приложения
Задача имеет практическое применение в теории кодирования.
В 1948 году Клод Шеннон опубликовал работу по теории информации, показывающую возможность передачи данных без ошибок в зашумленных каналах связи используя координаты упаковки единичных сфер в n-мерном пространстве. См. также Расстояние Хэмминга.